# Wondverpleegkundige
Een wondverpleegkundige, wondconsulent of decubitusverpleegkundige is een verpleegkundige met een vervolgopleiding die gespecialiseerd is in het behandelen en verzorgen van wonden en het begeleiden van patiënten met wonden.

## Functie

### Werkveld
Een wondverpleegkundige kan in verschillende zorginstellingen of organisaties werken zoals: een ziekenhuis, een verpleeghuis, de thuiszorg enz. Het kan zijn dat een wondverpleegkundige niet alleen in een zorginstelling zoals een ziekenhuis aanwezig is op de verpleegafdeling om wonden te beoordelen, verzorgen en een behandelplan op te stellen. Afhankelijk van de zorginstelling kan het ook zo zijn dat de wondverpleegkundige zijn eigen spreekuur heeft. Hierin worden wonden vanuit de thuissituatie in het ziekenhuis beoordeeld en behandeld. In overleg met de (vaat)chirurg/SEH-Arts/Arts kan er besloten worden om patiënten op te nemen of medicatie (zoals antibiotica) voor te schrijven. 

### Taken
Voorbeelden van taken van een wondverpleegkundige:
- het lopen van consulten bij patiënten met wonden
- het houden van spreekuur voor patiënten met wonden (afhankelijke van de instelling)
- observeren, verzorgen van maken van behandelplannen rondom de wondverzorging.
- regelmatig overleg tussen (vaat)chirurg, huisarts en specialist ouderengeneeskunde (afhankelijk van de instelling).

## Kennis
Een wondverpleegkundige beschikt over heel wat kennis betreft wondverzorging. Zo zal een wondverpleegkundige zeer nauwkeurig de anatomie en fysiologie van de huid en vaatstelsel, de pathologie omtrent wonden en de fysiologie van wondgenezing kennen.
Een wondverpleegkundige is in de meeste landen niet bevoegd om medicatie voor te schrijven. Dit geldt ook voor verbanden, waarin medicatie verwerkt zit zoals antibiotica.

## Opleiding

### Nederland
In Nederland dient men te beschikken over het diploma verpleegkunde, waarna een circa 1-jarige opleiding gevolgd kan worden.
Lijst van verpleegkundige specialisaties · portaal · afbeeldingen